# La Voz de Houston

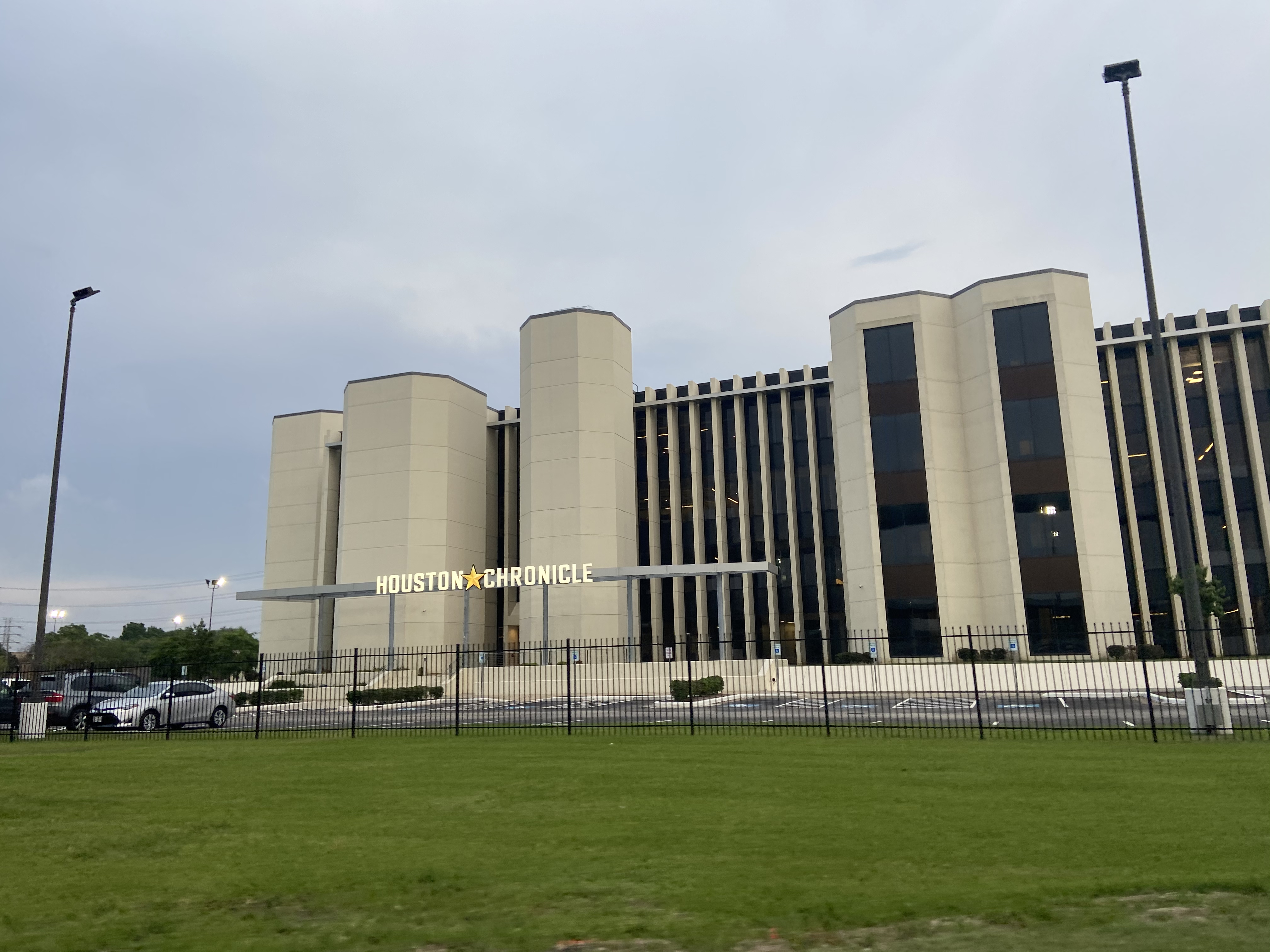
Maquinaria de Houston Chronicle, que tiene la sede de La Voz de Houston

La Voz de Houston es un periódico semanal en español del Houston Chronicle en Houston, Texas, Estados Unidos. El periódico tiene su sede en la maquinaria de Houston Chronicle cerca de la intersección de Interstate 610 (Q) y U.S. Route 59 (Q). La maquinaria era la sede de Houston Post (Q). Antes de la adquisición del Chronicle, La Voz Publishing Corp., con sede en Houston, ha publicado el periódico.

## Historia
En 1979 Armando y Olga Ordóñez, refugiados de Cuba, establecieron La Voz de Houston. Una casita era las oficinas del periódico. Armando y Olga escribieron artículos y dirigieron el periódico. Sus niños, Carlos y Laura, asistieron a la producción. En 1984 Armando Ordóñez se murió. Olga se convirtió la única propietaria de La Voz de Houston. Bajo la dirección de Olga, La Voz ganó una circulación de 100.000, incluyendo 35.000 que se distribuye los miércoles a los suscriptores del Houston Chronicle. Antes de la adquisición, La Voz tenía 14 empleados. Antes de la adquisición, durante 13 años La Voz y el Houston Chronicle tenían una asociación. El Chronicle imprimió y se distribuye La Voz, vendió anuncios y compartió algunos artículos.
El Jueves 2 de diciembre de 2004 Chronicle compró La Voz. Ordóñez, que continúo siendo la editora, comenzó a informar a Jack Sweeney, el editor del Chronicle. Las oficinas de La Voz se mudaron a la maquinaria del Chronicle. Los empleados de La Voz se convirtieron en empleados del Chronicle. Con la venta, La Voz comenzó a recibir apoyo editorial de Chronicle y ventas de publicidad.

## Contenido
El periódico está escrito en un idioma español de corriente porque hispanos y latinos de muchos fondos nacionales se pueden entender fácilmente el periódico. En 2004, tenía una circulación de 100.000. Las secciones de La Voz son noticias, comida, deportes, y entretenimiento.